# Hemilienardia apiculata
Hemilienardia apiculata é uma espécie de gastrópode do gênero Hemilienardia, pertencente a família Raphitomidae.